# ألفرد ريتشاردسون (لاعب كرة قدم أسترالية)
ألفرد ريتشاردسون (بالإنجليزية: Alfred Richardson)‏ هو لاعب كرة قدم أسترالية أسترالي، ولد في 1878 في غيلونغ في أستراليا، وتوفي في 1 ديسمبر 1951 في Coles Bay, Tasmania ‏ في أستراليا.

## وصلات خارجية
- ألفرد ريتشاردسون على موقع AustralianFootball.com (الإنجليزية)
- ألفرد ريتشاردسون على موقع AFLtables.com (الإنجليزية)